# Municipio de Türi
El municipio de Türi (estonio: Türi vald) es un municipio estonio perteneciente al condado de Järva.

## Localidades (población año 2011)
- Aasuvälja 79
- Äiamaa 49
- Änari 81
- Arkma 51
- Jändja 50
- Jõeküla  42
- Kabala  279
- Kädva 64
- Kahala  122
- Kändliku 35
- Kärevere 54
- Karjaküla  59
- Käru  397
- Kirna 144
- Kõdu 7
- Kolu  118
- Kullimaa 17
- Kurla 33
- Laupa 187
- Lauri 16
- Lokuta 178
- Lõõla 123
- Lungu  35
- Mäeküla  46
- Meossaare 49
- Metsaküla  44
- Näsuvere 0
- Oisu 319
- Ollepa 83
- Pala  85
- Pibari 10
- Piiumetsa 47
- Poaka 127
- Põikva 88
- Rassi 30
- Raukla 58
- Reopalu 117
- Retla 132
- Rikassaare 11
- Röa 155
- Roovere 21
- Saareotsa 26
- Sagevere 12
- Särevere 675
- Saueaugu 17
- Sonni 19
- Taikse 152
- Tännassilma 45
- Tori 30
- Türi 5,410
- Türi-Alliku 431
- Ülejõe  78
- Väätsa 558
- Väljaotsa 38
- Väljataguse 38
- Vilita 23
- Villevere 90
- Vissuvere 23[1]